# ミハイル・グロモフ (パイロット)

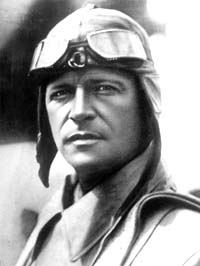
ミハイル・グロモフ (パイロット)

ミハイル・ミハイロヴィチ・グロモフ（ロシア語: Гро́мов Михаи́л Миха́йлович, ラテン文字転写: Mikhail Mikhailovich Gromov、1899年2月24日 - 1985年1月22日）はソビエト連邦のパイロットである。ツポレフの多発機のテスト飛行を行い、長距離飛行の多くの記録を残した。
トヴェリに生まれた。1918年に赤軍に入隊し、モスクワ航空学校でパイロットの訓練を受けた。その後Serpukhov教官などを務めた。
1925年にツポレフ ANT-3でモスクワと北京の間の7,000 kmの長距離飛行を行った。翌年同型の機体でモスクワ－パリ－ローマ－ウィーン－ワルシャワを飛行し、モスクワに戻る7,150kmを超える飛行を行った。1929年にはANT-9で西ヨーロッパを越えてマルセイユまでの飛行を行った。1934年にANT-25で12,411 kmの無着陸飛行記録を樹立し、1937年にモスクワからシベリア、北極を超え、アメリカ合衆国カリフォルニア州のサンジャシントまでの10,148 km の飛行に成功した。搭乗したクルーはAndrei YoumachevとSergei Danilineであった。この飛行によりレーニン賞を受賞し、航空機、エンジンを開発する教授に任じられ、国際航空連盟からデラボー賞を受賞した。
1937年から教授として働き、1940年から第二次世界大戦までM・M・グロモフ記念航空研究所（LII：ロシア語: Лётно-исследовательский институт имени М. М. Громова, ロシア語略語: ЛИИ）のリーダーであった。
第二次世界大戦中はソ連空軍の要職を務め、戦後は航空省で働いた。ソ連邦英雄、4回のレーニン賞などを受賞した。